# キャンパルジャパン
キャンパルジャパン株式会社（CAMPAL JAPAN Co., Ltd.）は、ogawaブランドの名でアウトドア用品や防災用品などの製造・販売を行う日本の企業。

## 概要
ogawaブランドのアウトドア製品の製造販売は、小川テント株式会社の関連会社であった株式会社小川キャンパルにより行われてきた。しかし、2011年10月に小川キャンパルの親会社であった小川テントが経営破綻し、小川キャンパル自体は鹿児島県宇検村に本社がある日本マグロ資源研究所株式会社の支援の下で事業を継続することになった。
しかし、小川キャンパルの経営自体は、2013年12月期においてかつての親会社であった小川テントに対する貸倒損失などで債務超過に転落するなどして経営が悪化。2015年2月に入ってからは、マッハ機器株式会社に1億円の焦付が発生して資金繰りが悪化した他、支援企業であった日本マグロ資源研究所の当時の社長が脱税で逮捕されるなど信用が低下。そのため、事業並びにogawaブランドを2015年3月24日に設立したキャンパルジャパンへ譲渡することを決定した。
キャンパルジャパンは設立の翌日である2015年3月25日付で、小川キャンパルから全事業並びにogawaブランドを譲受した。ogawaブランドがキャンパルジャパンへ譲渡されてからは、販売網は維持されている他、直営店やオンラインショップの展開などを進めている。

## 沿革
- 2015年
  - 3月24日 - 設立。
  - 3月25日 - 小川キャンパルから全事業並びにogawaブランドを譲受。

## 販売網
- キャンプ用品の販売網は旧：小川キャンパルを継承しており、販売店の中にはPREMIUM SHOPの認定を受けている店舗もある。